# Stevenia fausti
Stevenia fausti är en tvåvingeart som först beskrevs av Josef Aloizievitsch Portschinsky 1875.  Stevenia fausti ingår i släktet Stevenia och familjen gråsuggeflugor. Inga underarter finns listade i Catalogue of Life.